# Världsmästerskapen i cykelcross 1967
Världsmästerskapen i cykelcross 1967 avgjordes i Zürich i Schweiz. För första gången fanns amatörklassen med på programmet.

## Resultat
| Klass    | Guld                     | Silver                            | Brons                      |
| Proffs   | Italien Renato Longo     | Västtyskland Rolf Wolfshohl       | Schweiz Hermann Gretener   |
| Amatörer | Frankrike Michel Pelchat | Belgien Julien Van Den Haesevelde | Schweiz Peter Frischknecht |

### Proffs
| Placering | Cyklist             | Land          | Tid                  |
| --------- | ------------------- | ------------- | -------------------- |
|           | Renato Longo        | Italien       | 1 tim 17 min 32 sek. |
|           | Rolf Wolfshohl      | Västtyskland  | + 3:49               |
|           | Hermann Gretener    | Schweiz       | + 9:14               |
| 4         | Emmanuel Plattner   | Schweiz       | + 9:14               |
| 5         | Eric De Vlaeminck   | Belgien       | + 11:48              |
| 6         | Huub Harings        | Nederländerna | + 1 varv             |
| 7         | Giovanni Bettinelli | Italien       | + 1 varv             |
| 8         | Luciano Luciani     | Italien       | + 1 varv             |
| 9         | Manuel Nava         | Spanien       | + 1 varv             |
| 10        | André Foucher       | Frankrike     | + 1 varv             |

### Amatörer
| Placering | Cyklist                   | Land         | Tid                  |
| --------- | ------------------------- | ------------ | -------------------- |
|           | Michel Pelchat            | Frankrike    | 1 tim 10 min 36 sek. |
|           | Julien Van Den Haesevelde | Belgien      | + 2:20               |
|           | Peter Frischknecht        | Schweiz      | + 2:24               |
| 4         | Jean Gérardin             | Frankrike    | + 2:52               |
| 5         | Franco Livian             | Italien      | + 2:57               |
| 6         | Pierre Bernet             | Frankrike    | + 3:18               |
| 7         | Enrico Sfolcini           | Italien      | + 3:40               |
| 8         | Luigi Torresani           | Italien      | + 3:52               |
| 9         | Karl Stähle               | Västtyskland | + 4:41               |
| 10        | Ernst Boller              | Schweiz      | + 4:41               |

## Medaljligan
| Pl. | Nation       | Guld | Silver | Brons | Totalt |
| --- | ------------ | ---- | ------ | ----- | ------ |
| 1   | Frankrike    | 1    | 0      | 0     | 1      |
| 1   | Italien      | 1    | 0      | 0     | 1      |
| 3   | Västtyskland | 0    | 1      | 0     | 1      |
| 3   | Belgien      | 0    | 1      | 0     | 1      |
| 5   | Schweiz      | 0    | 0      | 2     | 2      |